# Theronia punctata
Theronia punctata là một loài tò vò trong họ Ichneumonidae.